# Campyloneurum sublucidum
Campyloneurum sublucidum är en stensöteväxtart som först beskrevs av Christ, och fick sitt nu gällande namn av Ren-Chang Ching. Campyloneurum sublucidum ingår i släktet Campyloneurum och familjen Polypodiaceae. Inga underarter finns listade.